# نقد جینیسم
مقاله نقد جینیسم شامل انتقاد از دین جِین و نیز انتقاد از عقاید و عملکرد پیروانش است.

## نقد آموزه‌ها

### کارما
نظریه جِین دربارهٔ کارما از همان اوایل توسط شاخه‌های ویدانته و سامخیا در فلسفه هندو به چالش کشیده شده‌است. جین اصرار دارد که هیچ موجود عالی بر سرنوشت روح مداخله نمی‌کند، این آموزه توسط آشئیت‌ها و ناستیکه‌ها (پیروان هندوئیسم)به چالش کشیده شد. به عنوان مثال، در تفسیر کتاب هندوئیست Brahma Sutras (III، ۲، ۳۸ و ۴۱)، شانکرا استدلال می‌کند که اعمال اصلی کارما خود نمی‌توانند نتایج مناسبی را در آینده ایجاد کنند. به گفته او نیرویی غیبی که پیوند متافیزیکی بین کار و نتیجه اش است، نمی‌تواند به تنهایی لذت و درد مناسب و عادلانه سزاوار آن را ایجاد کند؛ بنابراین نتیجه خوبی و بدی، باید از طریق عمل یک عامل آگا، یعنی یک موجود عالی، تجویز شوند.
تأکید شدید جینیسم بر آموزه کارما توسط بوداییان نیز مورد انتقاد قرار گرفت. در یکی از روایت‌ها. یک فرد با گوتاما بودا بحث می‌کند و به او می‌گوید که سرنوشت یا کارما برای یک انسان تصمیم می‌گیرد، بودا در پاسخ می‌گوید، یک گناهکار عادی زمان بیشتری را صرف «انجام ندادن گناه» می‌کند و فقط مدتی در «انجام گناه» است.
در یک متن بودایی دیگر Majjhima Nikāya، بودا از تأکید جین بر تخریب فلسفه کارما به عنوان ابزاری برای پایان دادن به رنج و نه از بین بردن حالات روحی شیطانی مانند حرص، نفرت و توهم، انتقاد می‌کند.
پادماناب جائینی محقق هندی، این فلسفه جین را با آموزه هندو در مورد تولد دوباره مقایسه می‌کند و اشاره می‌کند که پیروان جین در مورد لحظه دقیق و نحوه تولد دوباره، یعنی ورود دوباره روح در رحم پس از مرگ، سکوت می‌کنند. مفهوم nitya-nigoda در جین، که بیان می‌کند دسته خاصی از روح وجود دارد که همیشه نیگودا بوده، نیز مورد انتقاد قرار گرفته‌است. طبق آموزه‌های جین، نیگودا پایین‌ترین شکل از موجودات بسیار میکروسکوپی است که دارای طول عمر لحظه ای هستند و کل جهان را فرا گرفته‌اند.
برخی از این رویه انتقاد کرده‌اند که کارما جین منجر به کاهش روحیه در مردانی می‌شود که دچار بیماری‌های روانی و جسمی هستند زیرا روند زندگی یک شخص با کارما تعیین می‌شود. اغلب گفته می‌شود که کارما، بخاطر تجمع کوهی از اعمال ناخوشایند منجر به سرنوشت سازی می‌شود.

### آنکانتاوادا
آموزه‌های anekāntavāda و syādavāda به این دلیل مورد نقد قرار می‌گیرند که دارای درجاتی از تردید و عدم اطمینان هستند و ممکن است مشکلات را به جای حل، پیچیده‌تر کند. منتقدان می‌گویند که جین قادر به انکار آموزه‌های ضد و نقیض خود نیست و از این رو یک دین شکننده است. جین می‌گوید که واقعیت آنقدر پیچیده‌است که هیچ آموزه واحدی نمی‌تواند آن را به اندازه کافی توصیف کند، و از آن طرف منتقدان می‌گویند پس کتاب anekāntavāda از جین، به عنوان یک آموزه واحد، باید ناکافی باشد.
Dharmakirti، فیلسوف بودایی، یک آموزه anekāntavāda را مسخره می‌کند او می‌گوید که «با حذف تمایز، همه چیز ماهیت دوگانه دارند. پس اگر کسی برای خوردن کشک التماس می‌کند، چرا شتر نخورد؟»

## نقد اعمال دینی

### بال دیکشا
افراد دشکا (به انگلیسی: deeksha) به راهبه‌های جین گفته می‌شود که از دنیای مادی منصرف می‌شوند، همیشه پابرهنه هستند، با صدقه زندگی می‌کنند و از آن می‌خورند، از وسایل نقلیه استفاده نمی‌کنند، هرگز حمام نمی‌کنند و از فناوری روز مثل تلفن همراه استفاده نمی‌کنند. افراد دشکا هرگز با پدر و مادرهای خود دیدار نمی‌کنند و تمام روابط اجتماعی آنان قطع می‌شود. به دلیل فشارها و مشکلات، بسیاری از نوجوانان هندی تصمیم می‌گیرند تا دشکا شوند. به راهبه شدن کودکان بال دیکشا می‌گویند.
بال دکشا یا القاء افراد زیر سن قانونی به عنوان نقض حقوق کودکان مورد انتقاد قرار می‌گیرد. چندین فعال حقوق کودک و نهادهای دولتی این رویه را زیر سال بردند و در مواردی مداخله کردند. چندین مؤسسه جین این را دخالت در امور مذهبی می‌دانند. قانونی بودن این موضوع در دادگاه‌ها نیز مورد بحث قرار گرفت و دادگاه عالی گجرات به ایالت و دولت مرکزی توصیه کرد که برای جلوگیری از این عمل قانون وضع کند. از سال ۱۹۵۵، چهار تلاش برای تصویب لایحه قانونی علیه بال دیکشا در پارلمان بی‌نتیجه ماند.

### سانثارا
سانثارا به معنای خودکشی از طریق روزه گرفتن در دین جینیسم می‌باشد. به دلیل طول کشیدن انجام عمل سانثارا، فرد وقت زیادی دارد تا دربارهٔ زندگی خود بیندیشد. فرد زمانی دست به انجام چنین عملی می‌زند که به تمامی اهدافش در زندگی رسیده باشد. خودکشی با تأیید راهبان جین انجام می‌شود و می‌تواند بیش از ۱۲ سال یا بیشتر طول بکشد. از دادگاه عالی ایالت راجستان درخواست شد که این عمل را غیرقانونی اعلام کند. در پاسخ، جامعه جین گفت که این عمل یک فعالیت مذهبی است که طبق ماده ۲۵ قانون اساسی هند محافظت می‌شود. در اوت ۲۰۱۵، دادگاه عالی ایالت راجستان استناد کرد که این موضوع از اصول اساسی جینیسم نیست و این عمل را ممنوع کرد و تحت بند ۳۰۶ و 309 IPC (حمایت از خودکشی) برای آن مجازات تعیین کرد. اما چند روز بعد، دیوان عالی هند حکم این دادگاه عالی را متوقف کرد.

### وضعیت زنان
جینسیم شامل چهار طبقه از زنان است، سانگا، زنان غیر روحانی، راهبان و راهبه‌ها. کتاب Śvētāmbara برای زنان باردار، زنان جوان یا کسانی که فرزند کوچکی دارند جهت ورود به صفوف راهبه‌ها، محدودیت‌هایی تعیین کرد. در پاسخ، جینیسم‌ها می‌گویند که ورود زنان به صف‌های راهبه‌ها فقط به جینیسم مربوط نمی‌شود بلکه بخاطر جامعه پدرسالار هند است.
طبق کتاب Śvētāmbara، اختیارات کمتری به مردان نسبت به زنان داده شد. نالینی بالبیر، هندشناس فرانسوی می‌نویسد که این باور که زنان شکننده تر از مردان هستند، در این متون فراگیر بود.
فرقه جینیسم دیگامبارا معتقد است که زنان برای رسیدن به آزادی باید مانند مردان دوباره متولد شوند. دیگامبارا معتقد است که زنان نمی‌توانند نذر بالاتری برای انصراف از زهد کنند.